# Товсті Роги
Товсті́ Ро́ги — село в Україні, у Виноградській сільській громаді Звенигородського району Черкаської області. Підпорядковане Босівській сільській раді.

## Загальні відомості
Населення села становить 128 осіб (2005; 142 в 2001).
Товсті Роги розташовані на обох берегах невеликої річки, правої притоки Свинотопки (басейн Гнилого Тікича). На річці збудований став.
Походження назви У одного чумака помер віл. У нього були дуже товсті роги. Чумак біля могили оселився. Решта чумаків на питання де зупинитися відповідали У чумака у якого був віл з товстими рогами. Потім так і казали: У товсті роги.
В селі знаходяться братська могила радянських воїнів та пам'ятник на честь загиблих, а також встановлено пам'ятний знак жертвам голодомору.
В Товстих Рогах працюють фельдшерсько-акушерський пункт, сільські клуб та бібліотека.

## Населення
Згідно з переписом УРСР 1989 року чисельність наявного населення села становила 192 особи, з яких 72 чоловіки та 120 жінок.
За переписом населення України 2001 року в селі мешкало 136 осіб.

### Мова
Розподіл населення за рідною мовою за даними перепису 2001 року:
| Мова       | Відсоток |
| ---------- | -------- |
| українська | 98,59 %  |
| російська  | 1,41 %   |